# “421”现象
“421”现象或421时代是因中华人民共和国计划生育政策而产生的现象，家庭由4名祖父母、2名父母和1名子女组成。最终可能造成1名子女需负责6位长辈的抚养。
中国大陆自1980年代推行独生子女政策，通常情况下，一对夫妇仅允许生育一胎。至2010年，中国大陆生育率仅为1.18，远低于世代更替水平（2.1以上），不到世界平均水平（2.5）的一半。2013年底，中国政府推行单独两孩，民众生育意愿远低于政府预期。2016年1月1日，全面两孩政策生效。2021年，政府开始推行三孩政策。